# La vida en común
 La vida en común es una película coproducción de Francia y Argentina filmada en colores dirigida por Ezequiel Yanco sobre su propio guion que se estrenó el 7 de noviembre de 2019 y que tuvo como actor principal a Uriel Alcaraz.

## Sinopsis
La película está ambientada en la localidad de Nación Ranquel. En cuanto a la temática, cazar es un rito de pasaje de los ranqueles en la provincia de San Luis, los jóvenes mueren por atrapar al puma que acecha a su comunidad y matarlo, pero Uriel elige otro camino.

## Reparto
Intervinieron en la película los siguientes intérpretes:
- Uriel Alcaraz
- Brian Alcaraz
- Yuliana Alcaraz
- Rodrigo Amitrano
- Ángel Baigorria
- Luana Baigorria
- Mabel Baigorria
- Isaías Barroso
- Jeremías Barroso
- Catalina Pérez
- Yamila Rodríguez

## Premios y nominaciones
Festival Internacional de CineLatinoamericano de Biarritz 2019
- Ganador del Premio a la Mejor Película Doumental

Buenos Aires Festival Internacional de Cine Independiente 2019
- Ana Godoy ganadora del Premio al Mejor Montaje * Ezequiel Yanco, nominado al Premio a la Mejor Película Argentina

Festival Internacional de Cine de Camden 2019
- Ezequiel Yanco, nominado al Premio Cinematic Vision para debutantes

Festival de Cine de Hamburgo 2019
- Ezequiel Yanco, nominado al Premio Talento Joven a la Mejor Película

Festival Internacional de Documentales de Sheffield 2019
- Ezequiel Yanco, nominado al Premio Nuevos Talentos ; Festival Internacional de Cine de São Paulo 2019
- Ezequiel Yanco, nominado al Premio a la Mejor Película en la sección competencia de nuevos directores.

Festival de Cine Latinoamericano de Trieste 2019
- Ezequiel Yanco, ganador del Premio a la Mejor Película en la competencia contemporánea

## Críticas
Leonardo D’Espósito opinó:

” Esta película es una especie de bálsamo: la historia coral de chicos de la nación ranquel en San Luis y de cómo, en un mundo que no deja de serles extraño, viven con sus propias reglas tradicionales, en este caso los ritos de pasaje relacionados con la cacería. Sin ningún adorno, como quien observa maravillado un mundo nuevo con sus propias contradicciones, Yanco genera un retrato que es, a la vez, un gran cuento." 

Diego Batlle  opinó:

”los protagonistas son solo niños…y sus perros fieles, inseparables, "socios" en el arte de cazar… parte fundamental de este pueblo originario y de allí surgen varias de las tradiciones, leyendas y ritos de pasaje que la película aborda en imagen y en la voz en off (también infantil)… Lo más valioso de la propuesta… es que su retrato es siempre noble y cristalino, sin manipulaciones, sin caer en la demagogia, el pintoresquismo, el paternalismo ni la conmiseración de la corrección política. El resultado es un film que los mira con respeto, con la mayor naturalidad posible…La cámara se queda siempre con ellos, a la distancia justa, a su misma altura, sin excesos ni regodeos, pero sin por eso esconder el rigor de sus condiciones de vida, el profundo desamparo (y desarraigo) que sufren y que al mismo tiempo sobrellevan con absoluta dignidad."